# Пендлтон, Эдмунд
Эдмунд Пендлтон (англ. Edmund Pendleton); (9 сентября 1721 — 23 октября 1803) — вирджинский плантатор, политик, юрист, судья, и один из отцов-основателей США. Он служил в законодательном собрании Вирджинии в годы американской революции, был избран делегатом на Первый Континентальный конгресс вместе с Вашингтоном и Генри, подписал договор о Континентальной ассоциации и был председателем конвента, объявившего независимость Вирджинии (1776) и конвента, принявшего Конституцию США (1788). В отличие от своего политического противника Патрика Генри, Пендлтон придерживался умеренных взглядов и выступал за примирение с Великобританией. Современникам он запомнился в основном как судья, в частности, как председатель того, что сейчас известно как Верховный суд Вирджинии. 

### Статьи
- David H. Strother. Edmund Pendleton of Virginia (англ.) // The Pennsylvania Magazine of History and Biography. — University of Pennsylvania Press, 1879. — Vol. 3, iss. 2. — P. 177-179.
- Walter P. Armstrong, Jr. Edmund Pendleton: The Conservative of the Revolution (англ.) // American Bar Association Journal. — American Bar Association, 1953. — Vol. 39, iss. 7. — P. 544-547,.